# Anchor Peak
Der Anchor Peak (englisch für Ankerspitze) ist ein 91 m hoher Berg vor der Borchgrevink-Küste des ostantarktischen Viktorialands. Er ragt am südlichen Ausläufer von Foyn Island in der Gruppe der Possession Islands auf.
Die Benennung geht vermutlich auf den norwegischen Polarforscher Henryk Bull zurück, der am 17. Januar 1895 mit dem Schiff Antarctic auf Possession Island angelandet war.